# Melting in the Dark
Melting in the Dark è il quarto album in studio da solista di Steve Wynn, che per l'occasione si è avvalso della collaborazione del gruppo indie rock statunitense dei Come.
Che si tratti di un album diverso rispetto al folk precedente Fluorescent si capisce già dall'opener Why, caratterizzata da chitarre aggressive, psichedelia e voce filtrata, dal mid-tempo di Shelley's Blues, Pt. 2 e il power pop di What We Call Love.
La ballata Drizzle seguita dal rock orecchiabile di The Angels e Epilogue portano alla velvettiana Silence Is Your Only Friend.
L'influenza dei Come è forte in Stare It Down così come nella title track, mentre Smooth è un pezzo di garage rock. Da segnalare anche la desolante For All I Care, l'opprimente Down e la masochista The Way You Punish Me.

## Tracce
1. Why – 2:48
2. Shelley's Blues, Pt. 2 – 3:26
3. What We Call Love – 3:21
4. Drizzle – 2:49
5. The Angels – 2:53
6. Epilogue – 4:53
7. Silence Is Your Only Friend – 2:27
8. Stare It Down – 2:21
9. Smooth – 2:29
10. For All I Care – 2:58
11. The Way You Punish Me – 4:41
12. Down – 4:01
13. Melting in the Dark – 5:27

## Musicisti
- Steve Wynn - Voce
- Thalia Zedek - Chitarra, seconda voce
- Chris Brokaw - Chitarra
- Sean O'Brien - Basso
- Arthur Johnson - Batteria